# 일본 철학
일본 철학(일본어: 日本思想)은 외국의 철학과 일본 고유의 요소(예를 들어 신토)와 융합된 철학 형태이다. 일찍이 중국 철학과 인도 철학의 영향을 받아왔으며, 최근에는 서양 철학의 영향도 받고 있다.

## 고대

### 불교
<일본서기>를 보면 긴메이 천황은 백제왕이 보내 온 불상을 받고 매우 기뻐하였다고 한다. 그렇지만 신하들은 불교에 대해 찬성하는 이도, 반대하는 이도 있었다. 천황은 시험삼아 불상을 안치하고 예배를 드리도록 하였는데, 한번은 전염병이 돌아 많은 사람들이 죽은 적이 있었다. 불교를 반대하는 신하들은 이것은 바로 자신들의 신(神)이 노한 까닭이라 하여 불상을 땅에 묻어 버렸다. 사실 일본에서 불교를 받아들이는가 받아들이지 않는가 하는 것은 종교적인 문제라기보다는 권력의 문제였다.
비다쓰 천황이 즉위한 때에는 불교가 백제나 고구려에서 계속 유입되었다. 요메이 천황은 즉위하자 불교에 귀의하기를 결심하고 아나호베(穴穗部) 황자를 추대하여 황위를 계승하게 하려 하였다. 소가노 우마코(蘇我馬子)는 이 소식을 듣고 비타츠 천황의 황후(이후의 스이코 천황)의 조서를 받들어 군대를 일으켜 정권을 장악하였다. 그가 권력을 장악한 후에 백제의 사원 건축가나 화공들이 승려와 함께 일본으로 건너 왔다. 이 시기에 즉위한 스이코 천황은 쇼토쿠 황자를 태자로 봉하여 정권을 맡기고, 소가노 우마코를 여전히 요직에 등용하였다. 스이코 시대에 와서는 일본으로 온 고승들이 더 많아졌다. 스이코 원년(593)에는 고구려 승려 혜자가 일본에 왔고, 스이코 3년(595)에는 백제승 혜총(慧總)이 일본에 왔다. 
쇼토쿠 태자가 죽은 지 20년 후인 645년, 일본에서는 '다이카 개신'이 일어났다. 황실은 유학을 다녀온 승려들과 연계 하여 당나라의 제도를 모방한 정치·경제·문화의 전면적 개혁 운동을 진행하였다. 대화 원년에는 불교 융성의 조서가 반포되었다. 덴무 천황은 칙령을 내려 집집마다 반드시 불단을 설치하고 예배를 드리게 하였다. 이것이 일본에서 집집마다 공양하는 '내불(內佛)'의 시작이었다. 
쇼무 천황의 시대(729-749)는 나라 불교의 최고 전성기였다. 쇼토쿠 태자 시대부터 지배계급 가운데에는 불교를 국가 통일의 사상적 기반으로 생각하는 사람이 있었다. 이러한 생각은 율령국가의 성립과 더불어 더욱 강렬해졌다. 쇼무 천황은 사회 동요가 심각해지자 불교의 힘을 빌려 사회를 안정시키려고 지방 각지에 절을 세웠다. 
일본은 간무 천황이 헤이안성으로 천도한 정치적 중심이 북쪽으로 옮겨져 나라(奈良) 불교에 불리한 변화를 가져다 주었다. 헤이안 정부는 불교 보호 정책을 포기하는 동시에 나라의 사원들이 새 도읍으로 옯겨 오는 것도 금지하였다. 또 천황은 법률을 어기고 민중을 현혹시키는 요승들을 외지로 내쫓으라고 명령하였다, 헤이안 초기의 불교는 정교의 병립과 국가의 안정을 유지하며 재앙을 없애는 것을 목적으로 하였는데, 밀교는 바로 이러한 시대적 추세에 부합하였다. 이리하여 최징의 천태법화종과 구가이의 진언밀교가 다시 성행하기 시작하였다.

### 도교
일본 고문헌 중 가장 일찍 도교사상의 흔적을 남긴 것은 <일본서기>의 '상세(常世)' 사상이다. <일본서기> 권6의 기록을 보면, 이른바 '상세'란 속인들은 갈 수 없고 신선들만이 살고 있는 곳인데, 그곳을 '상락지국(常樂之國)' 이라고 한다. 그 상락지국은 만리가 넘는 파도길을 헤치고 약수(弱水)를 건너야 도달할 수 있는 곳이라 한다. 이것은 도교의 신선 사상의 영향을 받은 것이 확실하다. 이밖에 <일본서기> 권7과 권14, 권24 등에서 도교사상의 풍모를 엿볼 수 있는데, 이러한 것들로 미루어 보아 중국의 도교사상이 일본에 전파되어 널리 유행되었음을 알 수 있다. 중국 도교사상의 영향은 일본의 초기 제사에서도 찾아 볼 수 있다. <일본서기> 권24 황극천황(皇極天皇) 3년(644) 가을 7월조(條)에는 '상세신(常世神)'에 제사를 지내면 "가난한 자는 부유해지고 늙은이는 젊어진다"고 씌어 있다. 이러한 제사를 지내는 방법에는 소와 말을 잡아 토지신에게 바치거나 물귀신에게 기도를 하는 등, 중국 풍습이나 종교적 형식에 가까운 것들이 많았다. 그러나 제사가 조직화되고 종교집단이 형성될 조짐까지 보이자 일본의 통치자들은 이를 압제하였다.
나라(奈良) 시대의 도교는 점을 치고 신에게 기도 드리며 병을 고치기 위한 방기주술(方技呪術)의 형태가 주된 내용을 이루었다. 처음에는 이러한 것이 상위층에서만 유행하였으나, 점차 하위층에 전파되고 일본 고유의 신앙과 결합되어 많은 '폐단'을 낳게 되었다. 이리하여 통치자들은 이를 금지시켰다. 그러나 전문적인 도교 연구자가 없었던 것은 아니었다. 기비노 마키비(吉備眞備)(695-775)와 구카이(空海)(774-835)는 도교를 아주 깊이 연구한 사람들이다. 기비노 마키비는 중국에 체류하면서 상당 수준의 도교 밀법을 배웠으며 귀국할 때에는 중국의 도교 서적들을 많이 들여왔다. 그는 귀국 후 일본에서 가장 도교적인 색채를 띤 '음양도(陰陽道)'의 대표적인 인물이 되었다. 나라 시기의 일본에는 전약료(典藥寮)와 음양료(陰陽寮)라는 두 관청이 있었다. 그곳에서는 오로지 중국의 음양오행설을 토대로 하는 방술(方術)만을 취급하였다. 전약료는 도교적인 방술을 중심으로 안마와 주문 암송을 주로 하였고, 음양료에서는 천문과 역수(歷數) 및 기상 관찰과 길흉화복을 점치는 일을 맡았다. 나라 시기에는 금지되었던 주술은 방식을 달리하여 음양료에서 계속 이어졌고, 헤이안 시대에 이르러서는 음양도로 발전하였다.
헤이안 시대는 일본 도교가 가장 흥성한 시기였다. 그 원인은 다음의 두 가지로 볼 수 있다. 첫째, 헤이안 시대는 그 전대(前代)에 흡수한 외래 문화를 자국의 문화 속으로 소화시키는 단계에 들어선 시기였다. 게다가 당나라의 유학을 갔던 사람들이 귀국하면서 가지고 온 도교 경전을 이 시기의 도교 연구에 풍부한 자료를 제공하였다. 우다(宇多) 천황 시기(889-897)에 후지와라노 스케요(藤原佐世)가 칙령을 받고 편찬한 <일본국견재서목록(日本國見在書目錄)>에는 아주 많은 도교 경전이 기재되어 있다. 둘째, 헤이안 시대는 공가(公家) 귀족의 시대였다. 이 시기 귀족 계급은 호화롭고 안일한 생활을 누렸지만, 백성들은 그들의 착취로 모진 고통을 당하였다. 이 때문에 백성들에게 도교는 고통으로 가득찬 현실을 도피하는 수단이 되었고, 귀족들에게는신선 세계와 불로장생을 추구하는 도구가 되었다. 도교는 바로 이러한 필요성에 따라 여러 계층에서 환영받고 발전되었다.

### 유교
대략 서기 284년 백제의 사신 아직기(阿直岐)가 일본에 갔으며, 그 다음 해에 그의 추천을 받은 백제의 박사 왕인(王仁) 이 일본에서 가서 경전을 가르쳤다. 이것이 일본에 유학이 전래된 시작이었다. 그후부터 유학을 배우는 사람이 점차 많아지게 되어 일본은 문자가 없던 시대를 벗어났다. 왕인이 한자와 유학을 오로지 황태자나 궁궐의 상위층 귀족 자제들에게만 전수하였기 때문에, 당시 유학의 보급은 극히 제한되어 있었다는 사실이다. 그러나 6세기에 들어선 뒤 게이타이 천황 7년(513년)에 백제 박사 은양이(殷楊爾)가, 또 긴메이 천황 15년(554년)에 고구려 오경 박사 고안무(高安茂)와 왕유귀(王柳貴), 역학(易學) 박사 왕도량(王道良) 등이 일본에 간 후에 유학은 비로소 광범하게 전파되었다. 
스이코 천황(562-628) 시기에 이르러 유학은 일본인들에 의해 중국에서 일본으로 직접 전해졌다. 쇼토쿠 태자는 계급 모순을 완화시키기 위하여 씨족 귀족 세력을 약화시키고, 천황을 중심으로 한 중앙집권 통치를 건립하는 등 일련의 개혁 조치를 취하였다. 당시 일본은 대외적으로 중국의 전장(典章) 제도와 각종 문물 제도를 받아들이는 것이 절실하였다. 이 때문에 한세기 동안이나 중단되었던 중·일 국교를 즉시 회복시켰으며, 스이코 천황 15년(617년)에는 오노 이모코(小野妹子)를 수나라에 사신으로 파견하였다. 오노 이모코가 두 번째로 중국에 갈 때 그는 승려(일본에서는 학문승이라 칭함)와 유학생을 데리고 갔다. 이것을 계기로 여러 차례 사신과 학문승, 학생을 수나라에 파견하여 유학 공부를 하게 하였다. 그들 가운데 어떤 사람은 중국에 오래 머무르면서 수당의 정치와 경제, 문화에 대해서 심도 있게 이해하였다. 그들은 귀국할 때 대량의 유학 서적과 중국 문물을 일본으로 가져가 유학의 전파와 보급에 크게 기여하였다. 
유학의 전래는 일본 사회의 발전을 촉진하였다. 7세기에 이르러 씨족제의 잔여를 지니고 있던 일본 노예사회는 이미 여러 사회적 모순을 드러내었다. 645년 6월 일본에서는 신흥 봉건 세력의 대표였던 나카노오에(中大兄) 황자가 제사관 등과 연합하여 정변을 일으켰다. 그는 고토쿠 천황(645-654)을 옹립하고 자신은 태자의 신분으로 섭정을 실시하였으며, 연호를 대화(大化)로 정하고 수도를 나니와(難波)로 옮겼다. 이듬해 정월 고토쿠 천황은 '개혁' 조서를 반포하고 수당의 경제·정치 제도를 본따 개혁을 진행하였는데, 이를 '다이카 개신'이라 한다. 다이카 개신의 목적은 봉건제를 전국적인 범위로 확립하며, 황실을 귀족 국가의 권력 중심으로 만들기 위한 것이었다. 이와 같은 사회적 조건하에서 유학은 사회 변혁을 위하여 정치이념을 제공하였으며 아울러 그 영향도 확대되었다.
다이카 개신 전후 일본에는 일찍 유학의 사회화 추세가 나타났다. 그러나 이것은 불교와 신토의 배척을 받아 오래지 않아 소리없이 자취를 감추고 말았다. 그러나 헤이안 시대(794-1185)로부터 대량의 장원(莊園)을 소유한 후지와라가 정권을 장악하자, 귀족의 사유 토지는 급속히 증가되어 봉건 제도가 형성되었다. 봉건 통치 계급은 자체의 착취 제도와 통치를 수호하기 위하여 유학의 전파에 관심을 돌리기 시작하였다. 그때부터 유학은 종전에 비해 더욱 폭넓게 전파되었다. 유학은 일본의 사회 각 분야에 응용되었으며 천황의 '조서'에도 반영되었다.

## 중세

### 불교
가마쿠라 시대(1192-1333)는 헤이안 시대에 이어 불교의 강렬한 영향을 받은 시대였다. 그러나 가마쿠라 시대는 새로운 봉건 사회가 시작된 시기였다. 무사·평민 등의 새 계급이 새로운 통치자로 변하였거나 발전·성장하였다. 이러한 계급들은 불교 가운데서 새로운 내용을 찾으려 하였다. 정토종, 선종, 일련종, 진종, 시종 등은 이러한 요구에 부응하여 나타난 새로운 종파였다. 그 가운데 특히 임제(臨濟) 선종은 상류 사회에 광범하게 전파되어 남북조를 지나 무로마치 막부 시대에 이르러 날로 흥성되어, 이 시기 불교의 중심이 되었다.

### 도교
가마쿠라(鎌倉)·무로마치(室町) 시대는 사회의 실권이 무가(武家)에 있었던 무사시대였다. 무사들은 칼을 차고 싸움판에 나가는 사람들로서 생사를 기약할 수 없는 처지였다. 따라서 그들에게 신선의 경지나 불로장생을 추구하는 고상한 흥취는 먼 나라 이야기와 같았다. 오히려 그들에게 필요한 것은 생사를 초탈하는 것이었다. 이 때문에 현실 세계는 허무하며 진정한 존재의 의미는 저 세상에 있다는 불교가 극성하게 되고, 도교는 자연히 푸대접을 받게 되었다.
일본에 전래된 도교는 완전한 체계를 갖춘 종교가 아니라 도교의 한 부분이었다. 게다가 일본에 전래된 후 그 문화 모체에서 오는 보충이 없었기 때문에 일본 도교는 자생할 능력이 없었다. 이런 상황에서 불교·유교·도교의 내용들을 부분적으로 일본 민족신앙 속으로 흡수되었다. 이것이 바로 신도(神道), 수험도(修驗道), 음양도(陰陽道, 밀교(密敎) 등인데, 이들은 가마쿠라·무로마치 시대에 이르러 각자의 모습을 갖추게 되었다. 도교는 자연히 이들 일본 종교 신앙 속에 흡수되어 본래의 모습을 잃어버렸다.

## 근세

### 일본 주자학
주자학이 일본에 처음 전래된 것은 가마쿠라 막부 초기로, 불교 승려들은 송나라에 왕래하면서 주자학을 일본에 전파하였다. 일본에 최초로 주자학을 전파한 승려 슌조는 1199년 송나라에 들어가 불학(佛學)을 배우면서 주자학도 함께 배웠고, 1211년 귀국하면서 많은 유학 서적을 가지고 왔다. 주자학이 전파된 이래로 줄곧 불교에 예속되어 있었으나 주자학이 에도 시대부터 진정한 학문으로 전개되었다. 일본 주자학의 시조인 후지와라 세이카는 임진왜란 때 포로로 끌려온 강항과 접촉하면서 주자학을 배우고, 에도 막부를 연 도쿠가와 이에야스의 초청을 받아 에도에서 주자학을 강의하였다.

### 도교
에도시대는 헤이안 시대를 잇는 일본 도교의 제2차 흥성기이다. 이 시기에는 세 가지 특징이 나타나는데, 첫째 중국의 도교 경전이 다시 대량으로 일본으로 들어왔고, 둘째 인쇄술이 발전함에 따라 많은 도경(道經)이 간행되었으며, 셋째 도교가 학문으로서 광범하게 연구되었다는 것이다. 에도 초기는 중국의 명·청 교체기에 해당된다. 반청복명(反淸復明)을 추진하던 중국의 인사들은 대세가 이미 기울어졌음을 자각하고 삼림 속에 은둔하거나 타국에 몸을 의탁하는 것이 보통이었다. 이때 일본으로 간 중국의 승려들도 적지 않았는데, 그들은 불교와 더불어 도교도 전파하였다. 명청 시기 일본에 전파된 도교는 주로 중국에서 성행한 민간 도교였다. 그 가운데 은원선사(隱元禪師)가 영응(永應) 3년(1654)에 일본으로 가져간 <선서(善書)>는 일본 민간 도교에 큰 영향을 주었다. 또 명화(明和) 7년(1770)에는 <정통도장(正統道藏)>도 일본에 전해졌다.
인쇄술의 발달에 따라 에도 시대에 많은 도경(道經)과 번역본이 간행되었다. 대표적으로 <태상감응편(太上感應篇)>, <태상감응편화해(太上感應篇和解)>
등이 있는데, 이 외에도 많은 도교 경전들이 출간되거나 번역되었다. 이것은 당시의 사회가 도교에 대해 많은 관심이 있었다는 것을 짐작하게 해 준다.
전례없이 도교의 연구열이 강했던 이 시기에는 도교 서적들이 일반화되어 많은 사람들에게 널리 읽혔는데, 그 가운대 진정으로 도교를 숭상한 이도 적지 않았다. 이상의 것을 총괄하면 일본은 도교를 완전히 자각하지 못한 상태에서 중국의 민간 도교를 주로 받아들였다. 그들은 도교를 다시 자국의 고유신 숭배를 핵심으로 하는 신앙 체계 속에 흡수하여 일본인의 심층의식과 사회 습속에 깊이 뿌리내리게 하였다.

### 국학과 난학
일본에서의 상품 경제의 발전은 봉건 생산 방식의 경제 구조에 영향을 주어 막부 체계의 와해를 초래하였다. 봉건적 의식 형태로써 주자학도 점차 그 통치 지위를 상실하게 되었으며 고쿠가쿠, 양명학, 난학 등이 각광받게 되었다.

## 근대

### 계몽주의와 인권
메이지 시대에 영국과 프랑스의 시민 사회가 소개되었으며, 영국에서 공리주의와 사회적 다윈주의가, 프랑스에서 장자크 루소의 대중 통치가 소개되었다. 초기 메이지 시대 사상가들은 영국의 계몽주의를 지지하였다. 이들은 일본의 전통적인 권위와 봉건 제도를 비판하였다. 그러나 이들은 결국 메이지 정부와 조화되어, 위로부터의 근대화를 받아들였다. 1873년 모리 아리노리는 메이로구샤를 만들었다. 이 문화 모임에 모인 사람들은 현실적인 학습을 중요하다고 여기고, 현실적으로 인간의 본성을 포착하며, 국가의 상황을 받아들인 정부가 이상적이라고 가정하는 점에 대해서 공통점을 가지고 있었다. 아리노리는 교육부 장관으로서 국가 교육을 발전시켰다. 니시 아마네는 이익에 기반한 인간의 행동을 주장하였다. 가토 이로유키는 사회적 다윈주의 영향 아래의 자연적 권리를 버리고 대신 적자 생존을 지지하였다.

### 기독교와 사회주의
기독교도와 사회주의는 일본의 근대화로부터 파생된 사회적 모순과 함께 분투하였다. 기독교 사회 운동은 일본에 자본주의와 그 모순을 가져온 청일 전쟁과 러일 전쟁 이후부터 활성화되었다. 많은 일본 사회주의자들이 기독교 인본주의에서 영향을 받았으며, 이 점에서 이들은 기독교와 깊게 연관되었다.
에도 막부에 의해 금지되었던 기독교는 다수의 메이지 지식인들에게 영향을 주었다. 우치무라 간조는 전통적 무사도와 기독교 정신을 통합하기 위하여 "두 개의 J"를 개발하고, 이것이 "일본(Japan)"과 "예수(Jesus)"를 다룬다고 믿었다. 우치무라는 무교회주의를 주장하였고, 교육에 관한 칙어에 도전하였으며, 러일 전쟁에 반대하였다. 니토베 이나조는 퀘이커교도였으며, 일본의 문화와 기독교를 통합하려고 노력하였다. 그는 일본의 문화를 해외에 소개하고 국제 연맹의 사무총장이 되었다. 니시마 조는 미국에서 신학을 공부하고 도시샤 대학을 교토에 세웠으며 기독교적 인격 수양에 매진하였다.
청일 전쟁과 러일 전쟁 즈음, 일본이 산업 혁명을 통하여 자본주의 도입에 성공하자 사회주의가 자본주의에 대항하여 유포되었다. 그러나 사회주의 운동은 1900년 치안 경찰법에 의하여 악압되었으며, 마침내 1910년 고도쿠 사건(幸徳事件)에서 군국주의 파시스트 정권에 의하여 진압되었다. 가와카미 하지메는 신문에 빈곤에 대한 기사를 기고하였고, 처음에는 빈곤 문제를 해결하기 위하여 개인적 개혁을 강조하였으나 나중에는 마르크스주의자가 되어서 사회적 강제에 의한 개혁을 주장하였다. 고토쿠 슈스이는 원래 의회를 통하여 사회주의를 실현하려고 하였으나 조합주의자가 되어 총파업에 의한 직접적인 행동을 주장하였다. 고토쿠는 고토쿠 사건의 주동자로서 사형되었다. 오스기 사카에는 무정부주의와 조합주의의 원리를 이용한 개인적 자유를 주장하였다. 그는 정부에 의해 위협적인 인물로 간주되었으며, 헌병에 의해 1923년 간토 대지진의 혼란을 틈타 암살되었다.

### 재패니즘
계몽주의, 기독교, 사회주의는 메이지 유신부터 일본에 영향을 주었다. 일본적 정치 문화와 민족적 전통에 대한 강조가 서구화에 대한 반발로 일어났다. 이러한 경향은 제국주의와 군국주의를 정당화하는 이데올로기적 측면도 가지고 있었다.
도쿠토미 소호(徳富蘇峰)는 일본의 서구화에 맞서 자유민주주의와 대중주의를 주장하는 잡지를 출판하였으나 정치에 참여하는 부르주아지들에게 환멸을 느끼고 있었다. 구가 가쓰난(陸羯南)는 일본의 정치적 문화와 민족적 전통을 매우 존중하였다. 그는 민족적 감정을 복원하고 고취시키는 것을 도왔으나 좁은 시야의 민족주의자는 아니었다. 가쓰난은 군부를 비판하고 의회와 참정권을 주장하였다.
메이지 유신 이후 일본 정부는 신토를 보호하고 그것을 특정한 종교가 아니라 국가 신토로 다루었다. 정부는 신토와 신성한 천황을 관계짖고 신토를 국가 지배의 도구로 이용하였다. 국가 신토는 민간의 신토 종파와는 명백히 구분되었다. 이는 국가 신토를 형성하고 교육에 관한 칙어를 공포하기 위한 이념적 국가 지배의 모델이었다. 메이지 국가주의는 국가적 지배력을 회복하고, 청일 전쟁과 러일 전쟁을 통해 제국주의와 식민주의를 추구하였다. 그러나 메이지 국가주의의 군국주의적 경향은 근단적인 민족주의로 발전하였다. 기타 잇키는 자이바쓰(財閥), 원로 정치인, 정당의 배제와 천황과 신민의 직접적인 연결을 위한 정부의 수립을 지지하였다.
전후 일본에서 독일 철학이 열렬히 연구되고 소개되었으나 메이지 시대 말에서 다이쇼 시대까지 교토 학파는 선불교와 같은 동양 사상과 서양 사상을 조화시키려 하였다. 니시다 기타로는 선과 서양 사싱의 융햡으로 독자적인 사상을 구축하였다. 니시다의 사상은 "니시다 철학"으로 불린다. 니시다는 주체와 객체 사이에 대립이 없는 순수한 경험을 주장하였다. 그의 존재론은 완전한 무에서 파생되었다.

## 현대
제2차 세계 대전이 끝난 후, 다수의 철학자가 대륙 철학과 미국 철학에 대한 책을 출판하였다. 그둘 중 오모리 쇼조, 히로마쓰 와타루, 유아사 야스오, 요시모토 다카이는 마르크스주의, 현상학 또는 분석 철학의 영향 아래에서 독자적인 저작을 창작하였다. 오늘 날에는 가라타니 고진 (문학 이론), 나가이 히토시 (유아론), 노야 시게키 (분석 철학), 마사히로 모리오카 (생명 철학), 모토요시 이리후지 (분석 철학) 등이 일본 학계에서 주요한 철학자로 인정받고 있다.

## 같이 보기
- 의리
- 폐불훼석
- 팔굉일우
- 은자
- 카미
- 국체론
- 마루야마 마사오 (정치학자)
- 일본인론
- 와비·사비
- 야마토다마시

## 참고 문헌
- 이 문서에는 다음커뮤니케이션(현 카카오)에서 GFDL 또는 CC-SA 라이선스로 배포한 글로벌 세계대백과사전의 내용을 기초로 작성된 글이 포함되어 있습니다.